# Tetanolita inostenbalis
Tetanolita inostenbalis là một loài bướm đêm trong họ Noctuidae.